# IT-Infrastruktur
IT-Infrastruktur bezeichnet alle materiellen und immateriellen Güter, die den Betrieb von Anwendungssoftware ermöglichen.

## Definition mit Berücksichtigung des Bezugspunktes
Die IT-Infrastruktur ist die Gesamtheit aller Gebäude, Kommunikationsdienste (Netzwerk), Maschinen (Hardware) und Programme (Software), die einer übergeordneten Ebene durch eine untergeordnete Ebene (lateinisch infra ‚Unter‘) zur automatisierten Informationsverarbeitung zur Verfügung gestellt werden. Die übergeordnete Ebene hat hierbei keine direkte Möglichkeit der Beeinflussung der Prozesse der untergeordneten Ebene; die Planungshoheit für die Prozesse verbleibt bei der untergeordneten Ebene.
Beispiele dafür sind:
- Für einen Betriebssystementwickler ist nur der/die Rechner „seine“ IT-Infrastruktur, die er nutzen, aber nicht beeinflussen kann.
- Für einen Anwendungsentwickler gehört das Betriebssystem zur IT-Infrastruktur dazu.
- Für einen „normalen“ Benutzer gehören aus „seiner“ Perspektive auch alle Anwendungen zur IT-Infrastruktur, ggf. auch sein Telefon.

## Hardware
Die IT-Infrastruktur umfasst Arbeitsplatzrechner ebenso wie Netzwerke und Server. Die IT-Infrastruktur ermöglicht die Nutzung digitaler Medien sowohl firmenintern als auch nach außen, zum Beispiel in Form einer Anbindung an das Internet.

## Software
Auch die Software, die den Mitarbeitern auf den Arbeitsplatzrechnern zur Verfügung steht, ist Teil der IT-Infrastruktur. Außerdem umfasst sie Netzwerkdienste, die von Servern angeboten werden. Auch hier richtet sich das Angebot sowohl an interne Nutzer (Dateiserver, Druckerserver, Mailserver, Intranet, …) als auch an externe Nutzer (Webserver, Mailserver, FTP-Server) und extern arbeitende Mitarbeiter (VPN).

## Konsolidierung der IT-Infrastruktur
Der Begriff „Konsolidierung der IT-Infrastruktur“ bezeichnet den Prozess der Vereinheitlichung und Zusammenführung (oder sogar Verschmelzung) von Server- bzw. Desktop-Systemen, Anwendungen sowie Datenbeständen oder Strategien. Ziel ist in der Regel die Vereinfachung und Flexibilisierung der IT-Infrastruktur, oft durch Reduzierung und/oder Ersatz von physischen Systemen durch virtuelle Systeme.
Einen wesentlichen Teil zur Konsolidierung und generell zur Infrastruktur trägt das Cloud Computing bei, namentlich in der Form von IaaS (Infrastructure as a Service), aber auch alle anderen cloudbasierten Services die flexibel in die Anwendungen integriert werden. In diesem Fall sprechen wir auch von einer hybriden IT Infrastruktur, die Anwendungen On Prem und in der Cloud miteinander integriert.